# Горельский (Свердловская область)
Горе́льский — упразднённый в декабре 2018 года посёлок, входивший в Невьянский район Свердловской области России.

## География
Посёлок Горельский располагался к северу от Екатеринбурга, к югу от Нижнего Тагила в непосредственной близости от районного центра — города Невьянска. Расстояние до бывшего центра Ребристого сельсовета — 2 километра, до ближайшей железнодорожной станции Шурала — 6 километров.

## История
В 1966 году Указом Президиума ВС РСФСР посёлок бригады № 1 отделения № 2 совхоза «Невьянский» переименован в Горельский.
В конце октября 2018 года в Законодательное Собрание был внесён законопроект «Об упразднении поселка Горельский».
4 декабря 2018 года законопроект об упразднении посёлка был одобрен Законодательным собранием. 17 декабря 2018 года поселок был упразднён.
На месте упразднённого посёлка находится стрельбище 46-й исправительной колонии ГУФСИН России по Свердловской области.

## Население
| 2002 | 2010 |
| ---- | ---- |
| 0    | →0   |